# Füsilier

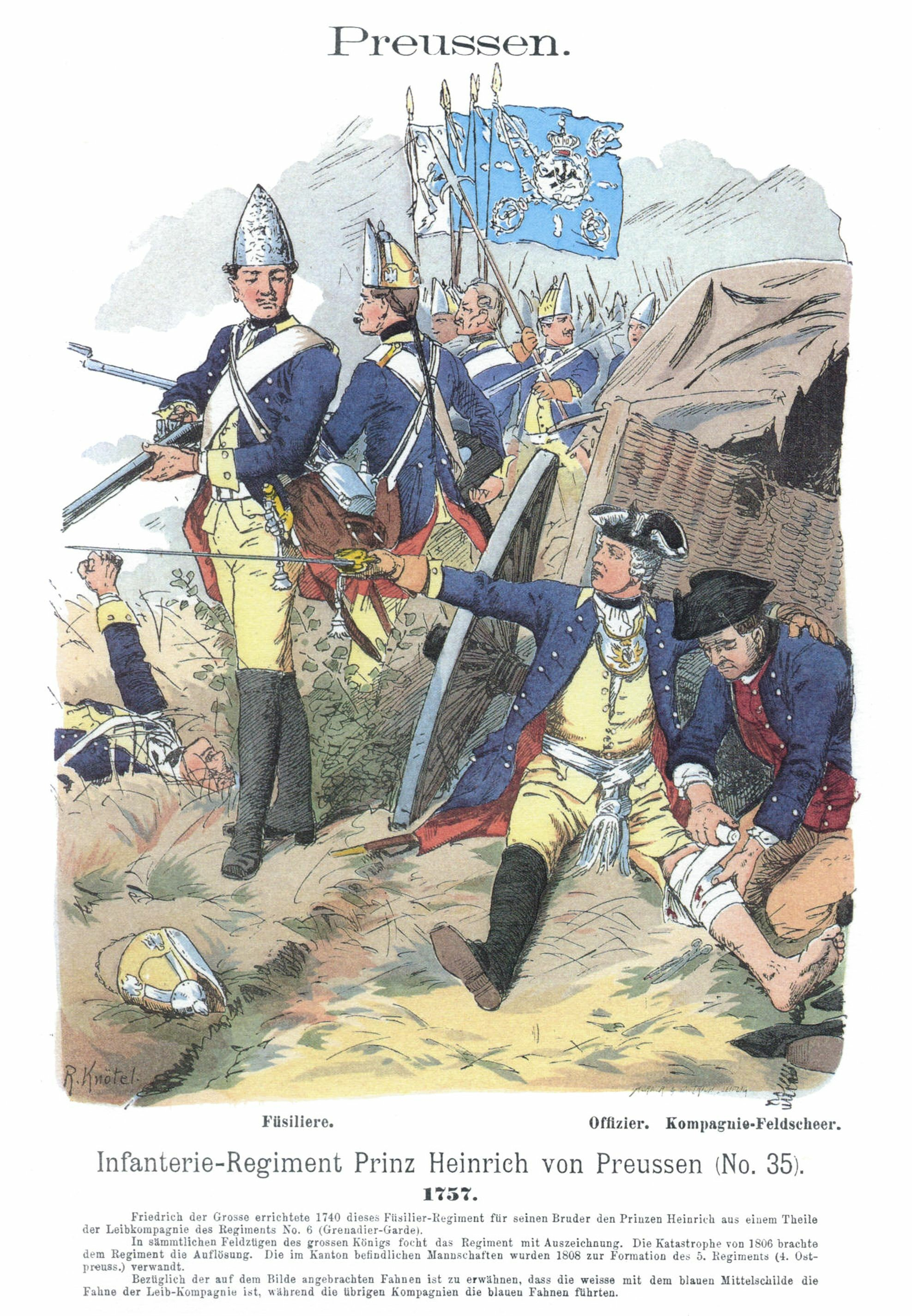
Uniformen des preußischen Füsilier-Regiments Prinz Heinrich No. 35 (1757), Farbtafel von Richard Knötel

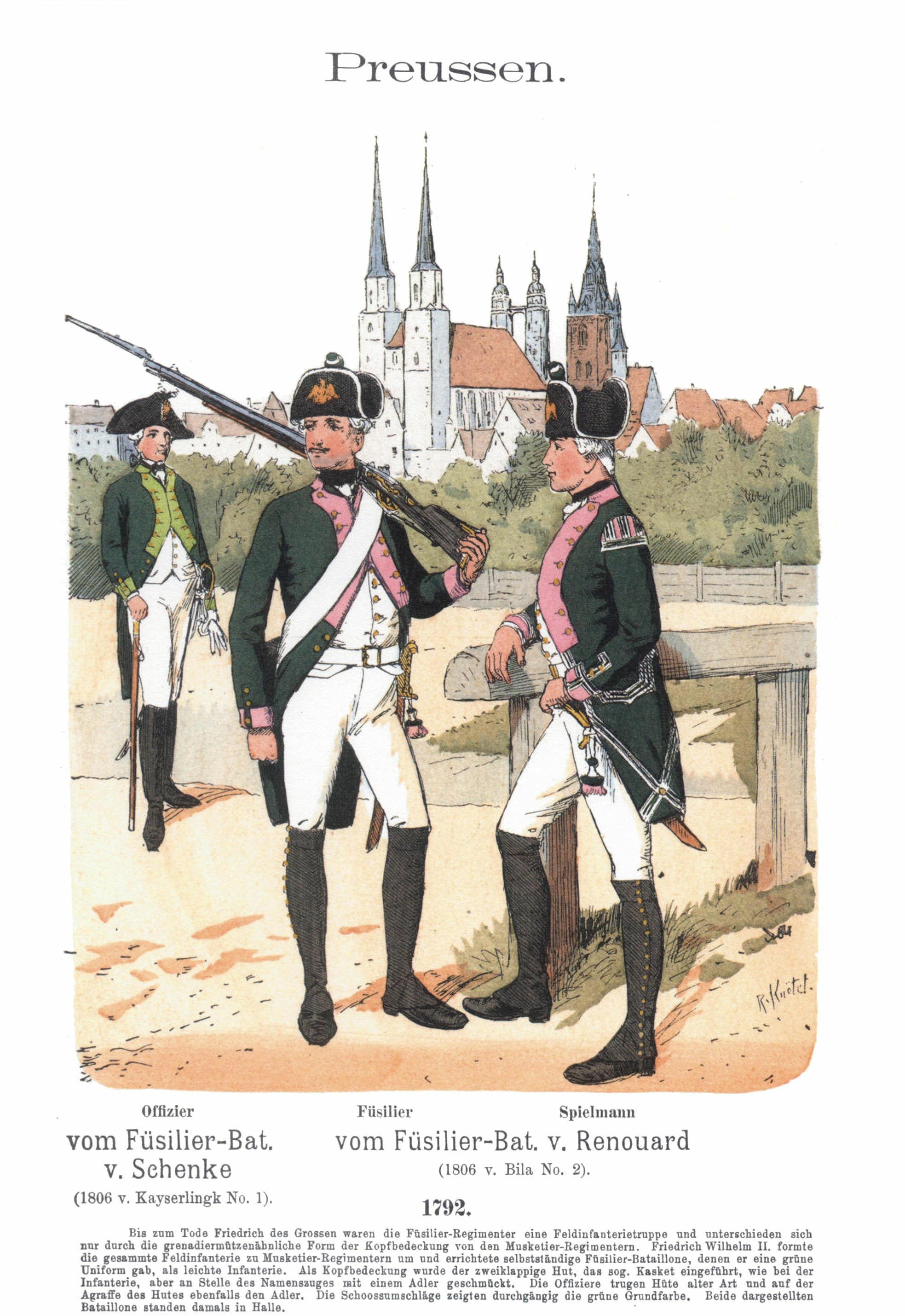
Uniformen der preußischen Füsilier-Bataillone No. 1 und 2 (1792), Farbtafel von Richard Knötel

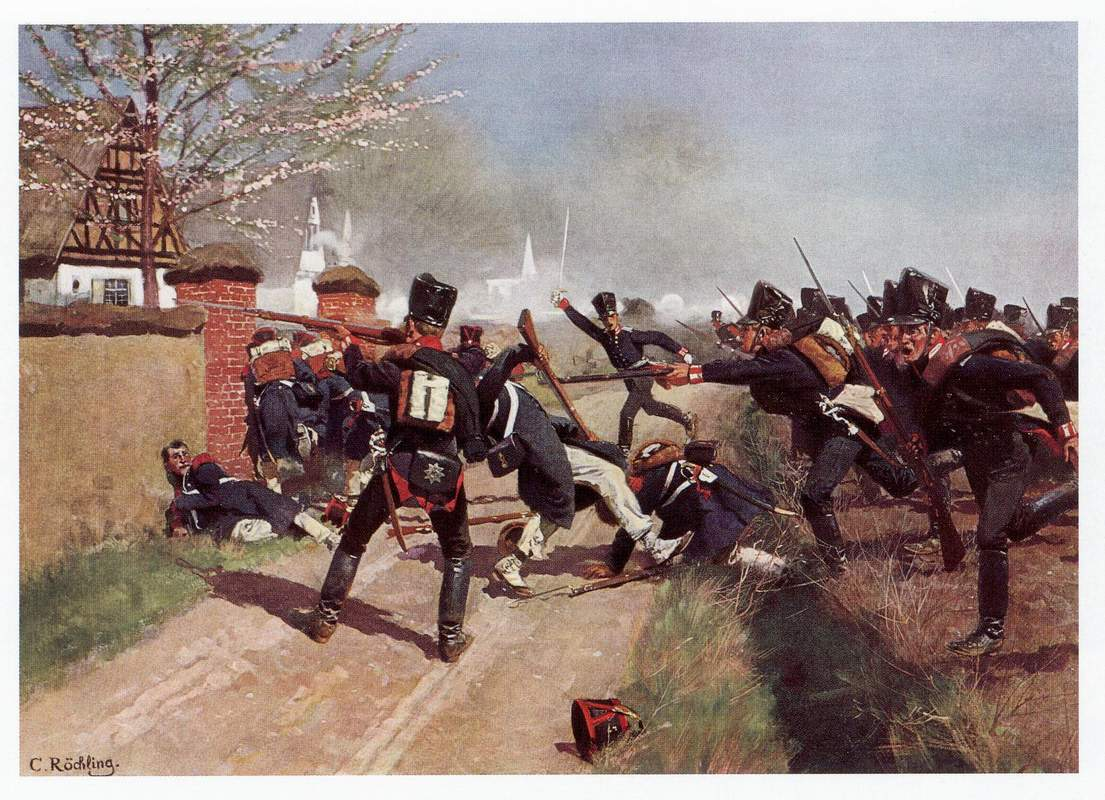
Das Füsilier-Bataillon des 1. Garde-Regiment zu Fuß in der Schlacht bei Großgörschen (1813), Gemälde von Carl Röchling

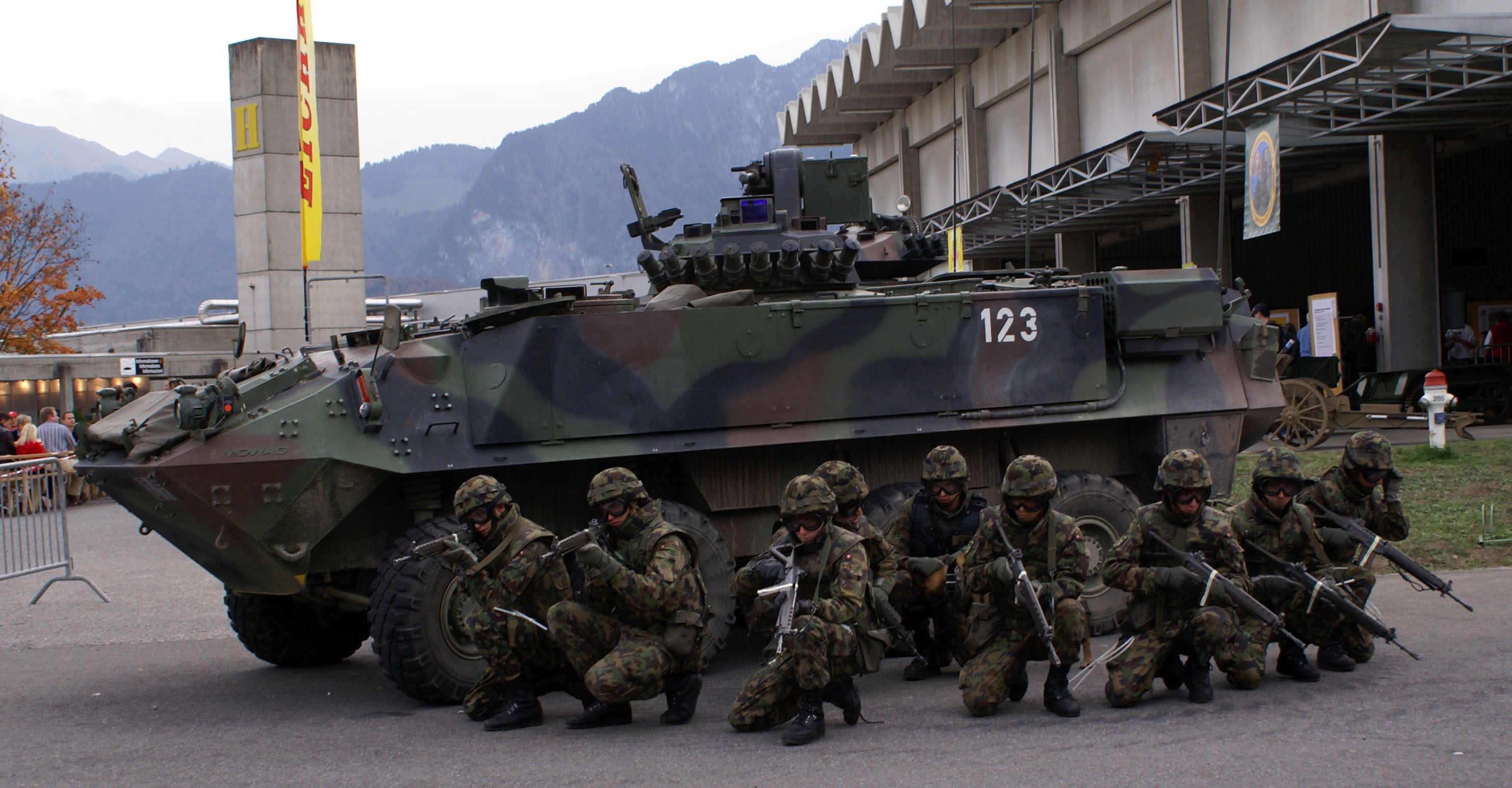
Füsiliere der Schweizer Armee bei einer Übung während der Armeetage 2007 in Thun

Füsiliere waren ursprünglich mit einem Steinschlossgewehr (französisch fusil) bewaffnete Infanteristen, die zum Schutz der Artillerie dienten. Ab dem späten 18. Jahrhundert bildeten diese in deutschen Heeren die leichte Infanterie der Linieninfanterie, die dieser unmittelbar voraus das zerstreute Gefecht führen sollte. Als bei der Infanterie das geschlossene Vorgehen und Kampf in geschlossenen Kolonnen sowie deren Sicherung durch Tirailleure vom zerstreuten Gefecht abgelöst wurden, verlor sich der Unterschied im Verlauf des 19. Jahrhunderts.
Der Begriff Füsiliere wird noch in einigen Streitkräften verwendet, hat aber nur traditionelle Bedeutung und steht heute meist für Infanterie, die mit gepanzerten (Gefechts-)Radfahrzeugen ausgestattet ist. Im militärischen Sprachgebrauch wird füsilieren für erschießen oder hinrichten gebraucht.

## Geschichte
Als Füsiliere wurden seit dem Aufkommen von Steinschlossgewehren um 1670 die mit diesen bewaffneten Soldaten bezeichnet. Diese Bezeichnung grenzte sie von den mit Luntenmusketen ausgerüsteten Musketieren ab. Das erste Füsilierregiment wurde 1671 von Ludwig XIV. in Frankreich aufgestellt: Aufgabe der Fusiliers du Roi war der Schutz der Artillerie. Infanterie mit Musketen und brennenden Lunten erschien für den Einsatz nahe der Pulvervorräte als ungeeignet. Wegen der leichteren Handhabung und taktischer Vorteile (keine brennenden Lunten, die bei Nachtmärschen die Position verrieten), verdrängte das Steinschlossgewehr bis 1700 die Luntenmuskete gänzlich. Zudem wurden mit der Einführung des Spundbajonetts die Musketiere, und die zu ihrer Bedeckung abgestellten Pikeniere, obsolet. Technisch gesehen gab es von da an nur noch Füsiliere, auch wenn man im deutschen Sprachraum überwiegend am Begriff Musketier festhielt und auch das Steinschlossgewehr weiter als Muskete bezeichnete. Im französischen Sprachraum setzte sich jedoch der Begriff Füsilier durch.

### Preußen
In Preußen lautete der unterste Dienstgrad in den 32 vor 1740 aufgestellten Regimentern zu Fuß „Musketier“, während dieser in den danach von Friedrich II. neu aufgestellten Füsilier-Regimentern konsequenterweise als „Füsilier“ bezeichnet wurde. Uniform, Bewaffnung und Auftrag waren mit den Musketieren identisch, jedoch trugen sie mit Ausnahme der Offiziere statt des Zweispitzes eine Füsiliermütze. Bei ihrer Werbung wurden auch kleinere Rekruten akzeptiert und diese Regimenter meist nur für das zweite Treffen verwendet. 1783 wurden drei Füsilier-Freiregimenter aufgestellt, deren Bataillone 1787 als Füsilierbataillone selbständig wurden. Ihr Auftrag war der der leichten Infanterie, jedoch führten sie nicht das zerstreute Gefecht des Jäger zu Fuß, auch wenn sie wie diese eine grüne Uniform trugen. Nach der katastrophalen Niederlage von Jena und Auerstedt (1806) wurden die Füsiliere bei den Scharnhorstschen Reformen nicht mehr als selbständige Bataillone aufgestellt, an ihre Stelle traten die dritten oder Füsilier-Bataillone der Linieninfanterie-Regimenter. Sie trugen die gleiche Uniform wie die Musketiere der ersten beiden Bataillone, jedoch mit schwarzem statt weißem Koppelzeug und Tornisterriemen und konnten sowohl als Tirailleure als auch als Linieninfanterie eingesetzt werden. Die zwischen 1815 und 1820 aufgestellten Infanterieregimenter Nr. 32 bis 40 und das Garde-Füsilier-Regiment wurden als Füsilierregimenter bezeichnet, unterschieden sich jedoch in Ausrüstung und Auftrag nicht mehr von der sonstigen Infanterie. Die Füsilierbataillone waren gegen Ende der 1840er Jahre die Ersten, die mit dem Zündnadelgewehr ausgerüstet wurden. Mit dessen Einführung im ganzen Heer in den 1850er Jahren fiel dieses Unterscheidungsmerkmal jedoch weg, so dass ab dann bis zum Ende der Alten Armee 1919 die Bezeichnung von Verbänden als Füsiliere nur noch traditionelle Gründe hatte. Eine Ausnahme bildete das sächsische Schützen (Füsilier)-Regiment 108. Es war das einzige Linieninfanterie-Regiment mit grüner Jäger-Uniform. Der Unterschied zwischen leichter Infanterie und Linieninfanterie war ansonsten weggefallen.
Nachdem es zwischen 1919 und 1943 keine Füsiliere im deutschen Heer gegeben hatte, führte die Wehrmacht 1943 Füsilierbataillone anstelle der aufgelösten Aufklärungsabteilungen ein, die aus Infanteriekompanien und Aufklärungskompanien bestanden.

## Füsiliere in bestehenden Streitkräften
- In der Schweiz werden leichte Infanteristen als Füsiliere bezeichnet. Sie sind meist mit Radschützenpanzern ausgerüstet und weisen eine hohe Beweglichkeit auf dem Gefechtsfeld auf. Diese lassen sich leichter über weitere Strecken im Lufttransport transportieren als Kettenpanzer. Füsiliere tragen überall dort die Hauptlast des Kampfes, wo der Gegner seine Überlegenheit an mechanisierten Kräften nicht voll zur Wirkung bringen kann. Sie sind daher besonders geeignet, in bedecktem, durchschnittenem oder dicht bebautem urbanen Gelände zu kämpfen.
- In Frankreich werden infanteristische Komponenten von Marine und Luftwaffe als Füsiliere bezeichnet. Auch in Italien tragen Soldaten von Komponenten dieser Art die Bezeichnung Füsiliere. In Portugal und Uruguay führt die Marineinfanterie den Namen Fuzileiros Navais oder Fusileros Navales.
- Bei der Britischen Armee ging das Royal Regiment of Fusiliers aus einem 1685 zum Schutz der Artillerie mit Steinschlossgewehren bewaffneten Infanterieregiment hervor.